# Nantas Salvalaggio
Nantas Salvalaggio (Venezia, 17 settembre 1923 – Roma, 29 maggio 2009) è stato un giornalista, scrittore e cestista italiano.

## Biografia

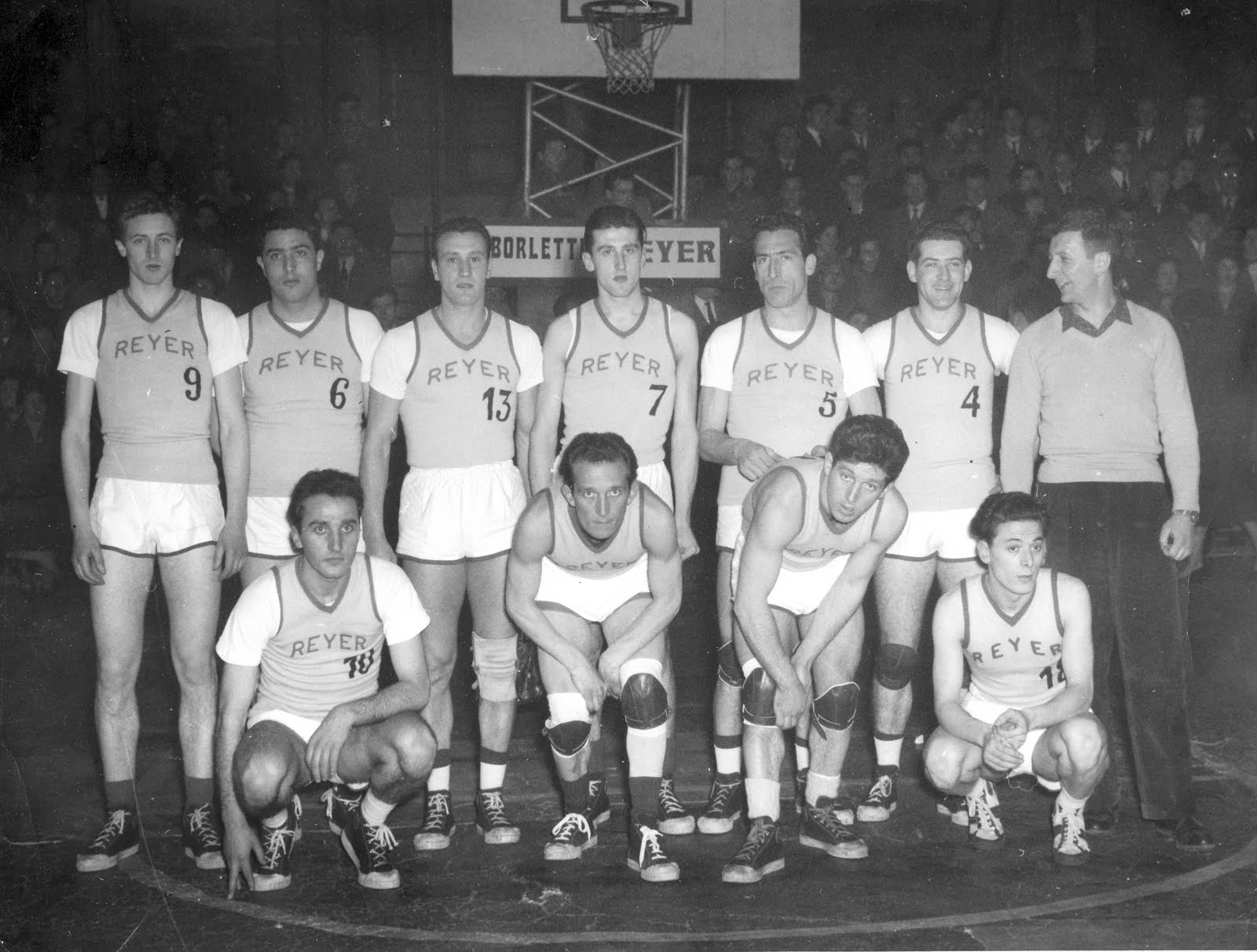
Nantas Salvalaggio (ultimo in basso a destra) nel 1952-53 al

Iniziò la sua carriera di giornalista a Roma, per poi passare al Giorno. Intraprese anche l'attività di scrittore: il suo primo romanzo fu nel 1953 Il vestito di carta. All'inizio degli anni cinquanta, prima di diventare giornalista, fu cestista della Reyer Venezia con cui ha giocato nella massima serie.
È stato corrispondente per Epoca e Corriere della Sera da New York, Parigi e Londra. È stato una firma storica del quotidiano romano Il Tempo.
Realizzò uno scoop con un'intervista esclusiva alla diva Marilyn Monroe. Per ottenere la intervista a Marilyn, le inviò un enorme mazzo di rose rosse, acquistate dal miglior fiorista della Quinta Strada e una semplice presentazione: «da un cronista italiano che desidera incontrarla». Lo scoop dell'intervista provocò un certo chiasso tanto che persino Oriana Fallaci, all'epoca inviata de L'Europeo, telefonò a Salvalaggio, riempiendolo di insulti: avrebbe voluto essere lei la prima a raggiungere l'inavvicinabile Marilyn. Incontrò anche Yul Brynner ed Ezra Pound, e conobbe Primo Carnera fin dai suoi esordi con il circo, come raccontò lui stesso in L'epopea di Primo Carnera.
La casa editrice Arnoldo Mondadori Editore gli affidò il progetto di una nuova rivista, Panorama: Salvalaggio ne fu il fondatore, nel 1962, ed il primo direttore, fino al 1964. Diverso dal settimanale odierno, il Panorama di Salvalaggio era un mensile culturale.
A partire dagli anni settanta, pur continuando a collaborare con varie testate e emittenti radiotelevisive, la sua attività si concentrò soprattutto sulla narrativa, spesso legata ai ricordi della sua infanzia veneziana. Scrisse una trentina di romanzi, ottenendo anche numerosi premi e riconoscimenti: in particolare Rio dei pensieri (Premio Sirmione del Garda, 1980), e Il Campiello sommerso (Premio Campione d'Italia, 1974), considerato il suo capolavoro, tradotto in numerosi Paesi e che solo nella ex Unione Sovietica ha venduto quattro milioni di copie. In radio dal 29 ottobre al 30 novembre 1979 fu il primo conduttore di I giorni (divagazioni quotidiane sul fluire del tempo nella storia dell'uomo) il programma contenitore del primo mattino che dava la sveglia agli italiani in onda su Radiodue tutti i giorni dal lunedì al venerdì dalle 6 alle 9,05, Salvalaggio rimase sempre affezionato a questa trasmissione tornando a condurla l'anno successivo dal 3 al 28 novembre 1980. Nei mesi di febbraio 1982 ed aprile 1986 su Radiouno fu ai microfoni di Radio anch'io tutti i giorni dal lunedì al venerdì dalle 9 alle 11 nello storico programma curato da Gianni Bisiach dal 1980. Dal 2003 collaborò con Radio Radio e Radio Radio Tv di Sky. Ogni mattina interveniva telefonicamente al programma Un giorno speciale di Francesco Vergovich, commentando i fatti del giorno. Teneva inoltre una rubrica sul settimanale Oggi, con lo pseudonimo "Malapelle".
Rimane famosa la sua aspra critica a Vasco Rossi e alla stessa Rai, accusata di ospitare nel suo programma più seguito (Domenica in) un individuo alcolizzato, cocainomane e sballato. La dura stroncatura accrebbe la fama del cantante, che rispose alle critiche con la canzone Vado al massimo, ove il verso "quel tale che scrive sul giornale", è con grande probabilità rivolto proprio al giornalista veneziano, così come anche in una canzone successiva, Blasco Rossi. Nello stesso articolo Salvalaggio attaccò duramente anche Lou Reed ("ma quando faremo un'indagine seria, un calcolo approssimativo, di tutti i giovani che si sono “fatti”, che si sono procurati un passaporto per l'altro mondo, sulle orme dei cantori dell'eroina, come quel tale Lou Reed, che a Milano si pronuncia giustamente Lùrid?").

## Vita privata
Ebbe tre figli (Marco, Laura e Olivia) con la prima moglie Molga, una donna inglese. Con la seconda moglie Giovanna non mise al mondo prole. Al momento della morte aveva sette nipoti (Daniela, Matteo, Isabella, Evelyn, Orlando, Oliver e Scintilla).

## Premi e riconoscimenti
- Ha ricevuto per la sua attività il Premio internazionale Rimini di giornalismo.
- È stato finalista al Premio Strega del 1987 con il romanzo Fuga da Venezia (Rizzoli).

## Opere
- Il vestito di carta, Firenze, Vallecchi, 1953.
- Piumino da cipria, Milano, Rizzoli, 1959.
- Il baffo, Milano, Rizzoli, 1961.
- L'acrobata, Milano, Rizzoli, 1962.
- America a passo d'uomo, Milano, Rizzoli, 1962. Premio Marzotto 1963
- Tre giorni di febbre, Milano, Rizzoli, 1963.
- Facce di mezzanotte, Milano, Rizzoli, 1965.
- Il letto in piazza, Milano, Rizzoli, 1968.
- Un uomo di carta, Milano, Rizzoli, 1968.
- La provincia avvelenata, Genova, Immordino, 1969. Premio Estense
- Momenti gardesani di Ernesto Treccani, Desenzano, L'Antiquario del Garda, 1971.
- I nuovi acrobati, Milano, Rizzoli, 1971.
- Malpaga, Milano, Rizzoli, 1972. Premio Viareggio-presidente 1972[5]
- I quattro romanzi di Malapelle, Milano, Rizzoli, 1973. [Contiene Il baffo, Il vestito di carta, L'acrobata, Piumino da cipria]
- Il Campiello sommerso, Milano, Rizzoli, 1974. Premio Campione d'Italia 1974
- Italia come non detto, Torino, SEI, 1974.
- Sabbia negli occhi, Milano, Rizzoli, 1977.
- La nave dei miliardari, Milano, Rizzoli, 1978.
- I cavalli di Nag Arnoldi, Verona, Ghelfi, 1980.
- Rio dei pensieri, Milano, A. Mondadori, 1980. Premio Sirmione del Garda 1980
- Tre giorni stregati, Milano, Rizzoli, 1981.
- Il salotto rosso, Milano, A. Mondadori, 1982.
- Calle del tempo, Milano, A. Mondadori, 1984.
- Villa Mimosa, Milano, A. Mondadori, 1985.
- Fuga da Venezia, Milano, Rizzoli, 1986. ISBN 88-17-66645-9[6].
- Mi dimetto da padre, Milano, A. Mondadori, 1986.
- La doppia vita, Milano, Rizzoli, 1987. ISBN 88-17-66646-7.
- Mi scaglio la prima pietra. [Quando bruciai De Gasperi e altri fuochi], Milano, Rizzoli, 1988. ISBN 88-17-85720-3.
- I fuggitivi, Milano, Rizzoli, 1989. ISBN 88-17-66647-5.
- Angoscia e mughetto, Napoli, Guida, 1990. ISBN 88-7188-006-4.
- Il Signore delle ombre, Milano, Rizzoli, 1991. ISBN 88-17-66644-0.
- Decamerino. [Il romanzo della provincia segreta], Milano, A. Mondadori, 1992. ISBN 88-04-35928-5.
- Delitti senza castigo. [Storie di piccole e grandi crudeltà non contemplate dal Codice penale], Milano, A. Mondadori, 1993. ISBN 88-04-37122-6.
- Vangelo veneziano, Milano, A. Mondadori, 1994. ISBN 88-04-38777-7.
- Attenzione, caduta angeli, Vicenza, N. Pozza, 1995. ISBN 88-7305-453-6.
- Passione d'inverno, Milano, A. Mondadori, 1996. ISBN 88-04-40662-3.
- Signora dell'acqua. Splendori e infamie della Repubblica di Venezia, Casale Monferrato, Piemme, 1997. ISBN 88-384-2867-0.
- Ricco a parole. Breviario del reporter da giovane, Milano, Mondadori, 1998. ISBN 88-04-44463-0.
- Venezia segreta, Roma, Gabriele e Mariateresa Benincasa, 2000.
- O bella signora, Roma, Serarcangeli, 2002. ISBN 88-7408-010-7.
- Carabinieri in televisione. Dal bianconero al colore, s.l., Ente Editoriale per l'Arma dei Carabinieri, 2002.
- Un amore a Venezia, Casale Monferrato, Piemme, 2003. ISBN 88-384-8186-5.
- Ho amato Marilyn, Casale Monferrato, Piemme, 2006. ISBN 88-384-5483-3.